# Бертокур-Эпурдон
Бертокур-Эпурдо́н (фр. Bertaucourt-Epourdon) — коммуна во Франции, находится в регионе Пикардия. Департамент коммуны — Эна. Входит в состав кантона Тернье. Округ коммуны — Лан.
Код INSEE коммуны — 02074. Мэр — Патрик Давиль (фр. Patrice Dalville), занимающий свою должность с 2008.

## Население
Население коммуны на 2010 год составляло 610 человек.
| 1962 | 1968 | 1975 | 1982 | 1990 | 1999 | 2010 |
| ---- | ---- | ---- | ---- | ---- | ---- | ---- |
| 530  | 482  | 418  | 489  | 462  | 515  | 610  |

## Экономика
В 2010 году среди 410 человек трудоспособного возраста (15—64 лет) 274 были экономически активными, 136 — неактивными (показатель активности — 66,8 %, в 1999 году было 65,4 %). Из 274 активных жителей работали 251 человек (142 мужчины и 109 женщин), безработных было 23 (10 мужчин и 13 женщин). Среди 136 неактивных 39 человек были учениками или студентами, 47 — пенсионерами, 50 были неактивными по другим причинам.